# Université de médecine de Varsovie
L’Université de médecine de Varsovie (Warszawski Uniwersytet Medyczny) est un établissement public d'enseignement supérieur et de recherche polonais, la plus grande école de médecine de Pologne.

## Histoire
L’école de médecine de Varsovie (Szkoła Lekarska w Warszawie ou Wydział Akademicko-Lekarski w Warszawie)  a été créée en 1809 (époque du Duché de Varsovie à l'initiative d'un groupe de médecins et de pharmaciens. En 1816 les autorités du Royaume de Pologne annexé à l'Empire russe en font la Faculté de médecine de l'Université royale de Varsovie, dissoute après l'Insurrection de novembre 1830. Seule la Towarzystwo Lekarskie Warszawskie (pl) (association médicale de Varsovie) assure une continuité minimale pendant 26 ans. En 1857 est ouverte l’Akademia Medyko-Chirurgiczna w Warszawie (Académie de médecine et de chirurgie de Varsovie (pl)), qui devient en 1862 la faculté de médecine de la Szkoła Główna Warszawska (pl). Mais celle-ci doit laisser la place après l'échec de l'Insurrection polonaise de 1861-1864 à l'université impériale de Varsovie (Императорский Варшавский Университет), dont la langue d'enseignement est le russe.
En 1915, les Allemands autorisent la réouverture d'une université de Varsovie en langue polonaise, qui se dote dès 1916 d'une faculté de médecine. 
Sous la deuxième république (1918-1939), se développent également l'enseignement de l'odontologie (création d'un institut dentaire dès 1920) et de la pharmacie (création d'une faculté autonome en 1926).
Durant la Seconde Guerre mondiale, ne peut se maintenir qu'une école privée de soins médicaux et des cours clandestins.
Après la guerre, le pouvoir communiste regroupe en 1950 la faculté de médecine, la faculté de pharmacie de l'université de Varsovie et l'académie de stomatologie en une nouvelle académie de médecine de Varsovie. Après la chute du communisme, contrairement à Cracovie où le secteur médical redevient partie intégrante de l'Université Jagellonne, l'indépendance est maintenue et l'établissement devient une université de plein droit portant son nom actuel en 2008.

### Liste des recteurs
- 1950-1955 : Franciszek Czubalski (pl)
- 1955-1962 : Marcin Kacprzak (pl)
- 1962-1972 : Bolesław Górnicki (pl)

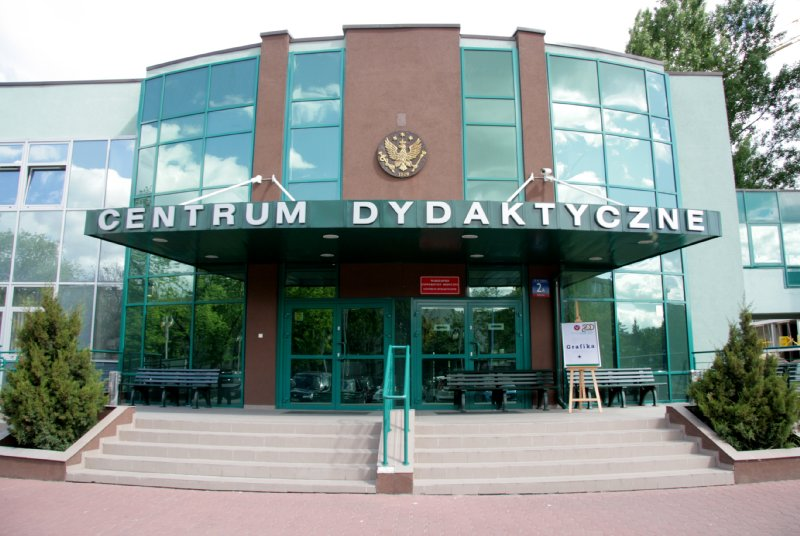
Centre didactique

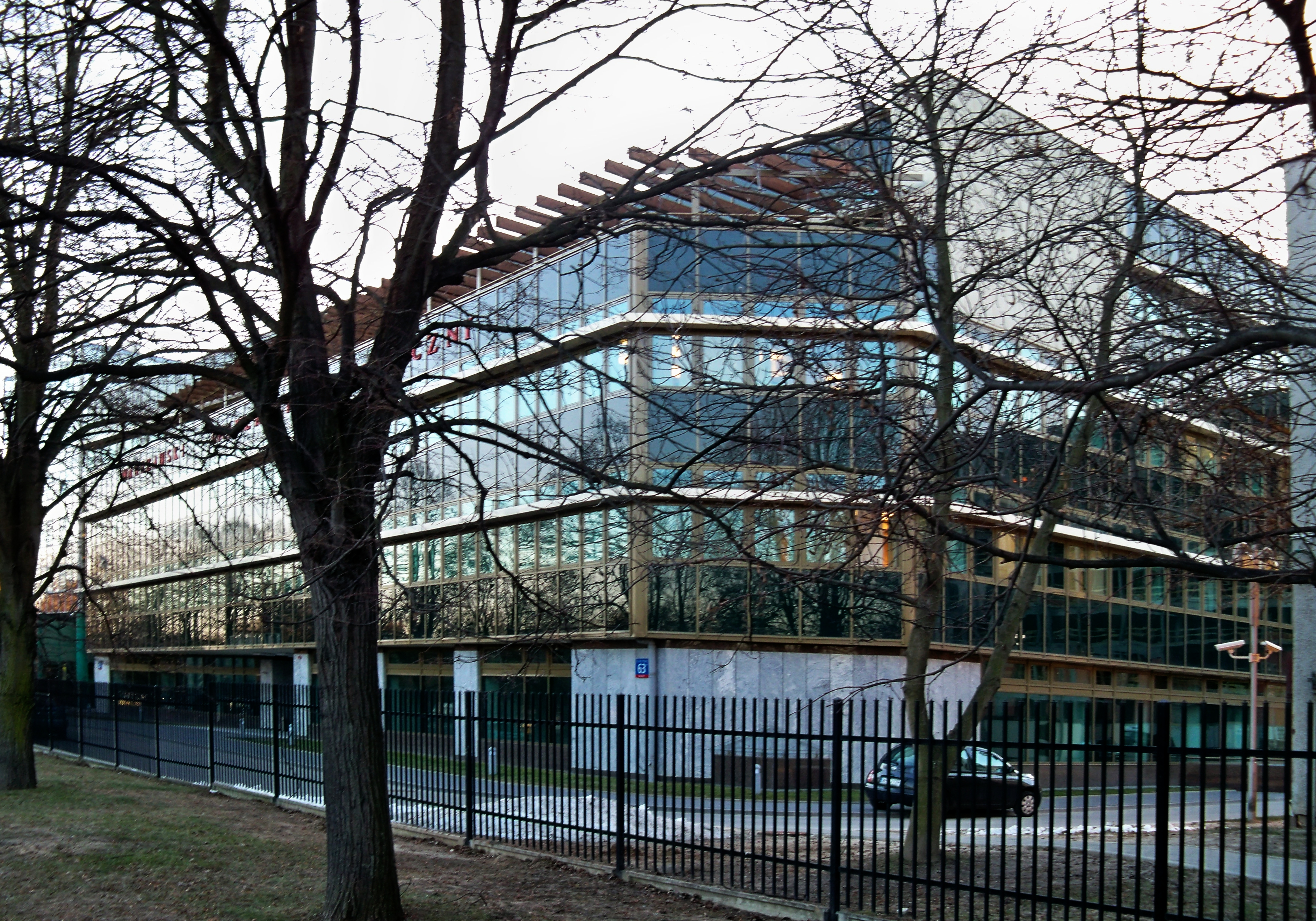
Bibliothèque

- 1972-1979 : Szczęsny Leszek Zgliczyński
- 1979-1981 : Jerzy Szczerbań (pl)
- 1981-1987 : Jan Nielubowicz (pl)
- 1987-1990 : Bogdan Pruszyński (pl)
- 1990-1996 : Tadeusz Tołłoczko (pl)
- 1996-1999 : Andrzej Górski (pl)
- 1999-2005 : Janusz Piekarczyk (pl)
- 2005-2008 : Leszek Pączek (pl)
- 2008-2016 : Marek Krawczyk (pl)
- 2016-2020 : Mirosław Wielgoś (pl)
- 2020-2024 : Zbigniew Gaciong (pl)
- 2024 : Robert Gałązkowski (pl) (intérim)
- depuis 2024 : Rafał Krenke (pl)

## Facultés
- Faculté de médecine (Wydział Lekarski)
- Faculté de médecine et de physiothérapie avec des cours en anglais (Wydział Lekarski z Oddziałem Nauczania w Języku Angielskim i Oddziałem Fizjoterapii)
- Faculté d'études dentaires (Wydział Lekarsko-Dentystyczny)
- Faculté de pharmacie avec un département de médecine de laboratoire (Wydział Farmaceutyczny z Oddziałem Medycyny Laboratoryjnej)
- Faculté de sciences de la santé et de soins infirmiers avec un département de santé publique et de diététique (Wydział Nauki o Zdrowiu z Oddziałem Pielęgniarstwa, Oddziałem Zdrowia Publicznego i Oddziałem Dietetyki).

## Centres hospitalier universitaires
- Samodzielny Publiczny Centralny Szpital Kliniczny, rue Banach
- Samodzielny Publiczny Kliniczny Szpital Okulistyczny, rue Sierakowski
- Samodzielny Publiczny Dziecięcy Szpital Kliniczny, rue Marszałkowska
- Szpital Kliniczny Dzieciątka Jezus, rue Lindley
- Szpital Kliniczny im. ks. Anny Mazowieckiej przy ul. Karowej (pl)

## Coopération internationale

### Docteurshonoris causa
Français
- Bernard Sureau (1914-1989)[2]
- Maurice Dérot (1901-1985)[3]
- Jean-Claude Czyba (1934-)
- Henri Bismuth (1934-)[4]